# U-Bahn-Station Donaumarina
Die Station Donaumarina der U-Bahn-Linie U2 im 2. Wiener Gemeindebezirk Leopoldstadt wurde in Hochlage errichtet.

## Gebäude

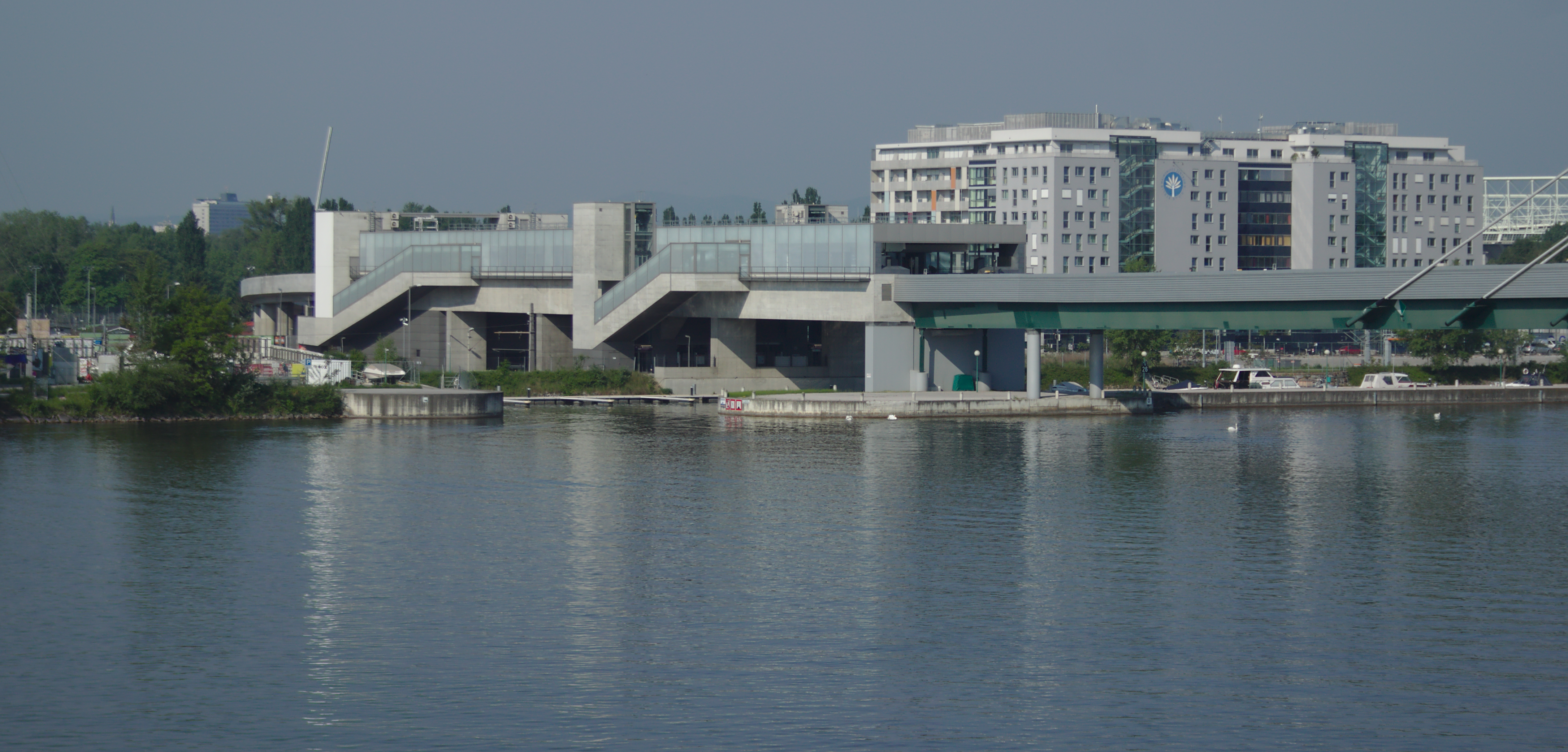
Blick über die Donau zur Station

Die Station befindet sich am rechten Donauufer über dem Handelskai. Namensgeber ist der Bootshafen Marina Wien. Sie wurde am 2. Oktober 2010 mit der Eröffnung des dritten Teilstücks der U2 zwischen Stadion und Aspernstraße ihrer Bestimmung übergeben.
Sie ist zweigleisig und verfügt über je einen Seitenbahnsteig. Ein Ausgang führt zum Donauufer, der zweite Zugang führt zur Wehlistraße, wo sich die Zentrale des Österreichischen Gewerkschaftsbundes befindet. In unmittelbarer Nähe zur Station befindet sich die Anschlussstelle Handelskai der Autobahn Südosttangente Wien (A23).

### Ausgestaltung
Im Jahr 2013 bemalte der Portugiese Pedro Cabrita Reis einen Teil der Südwand mit orangeroter und weißer Betonfarbe und brachte einen ca. 10 Meter hohen Leuchtstab an der Station an. Eine vergleichbare Färbelung wurde auch an der benachbarten Station Donaustadtbrücke angebracht. Nach Selbsteinschätzung des Künstlers stelle dies „eine ideelle Querung der Donau, gleichsam einen zweiten, künstlerischen Brückenschlag“ dar.

## Bilder

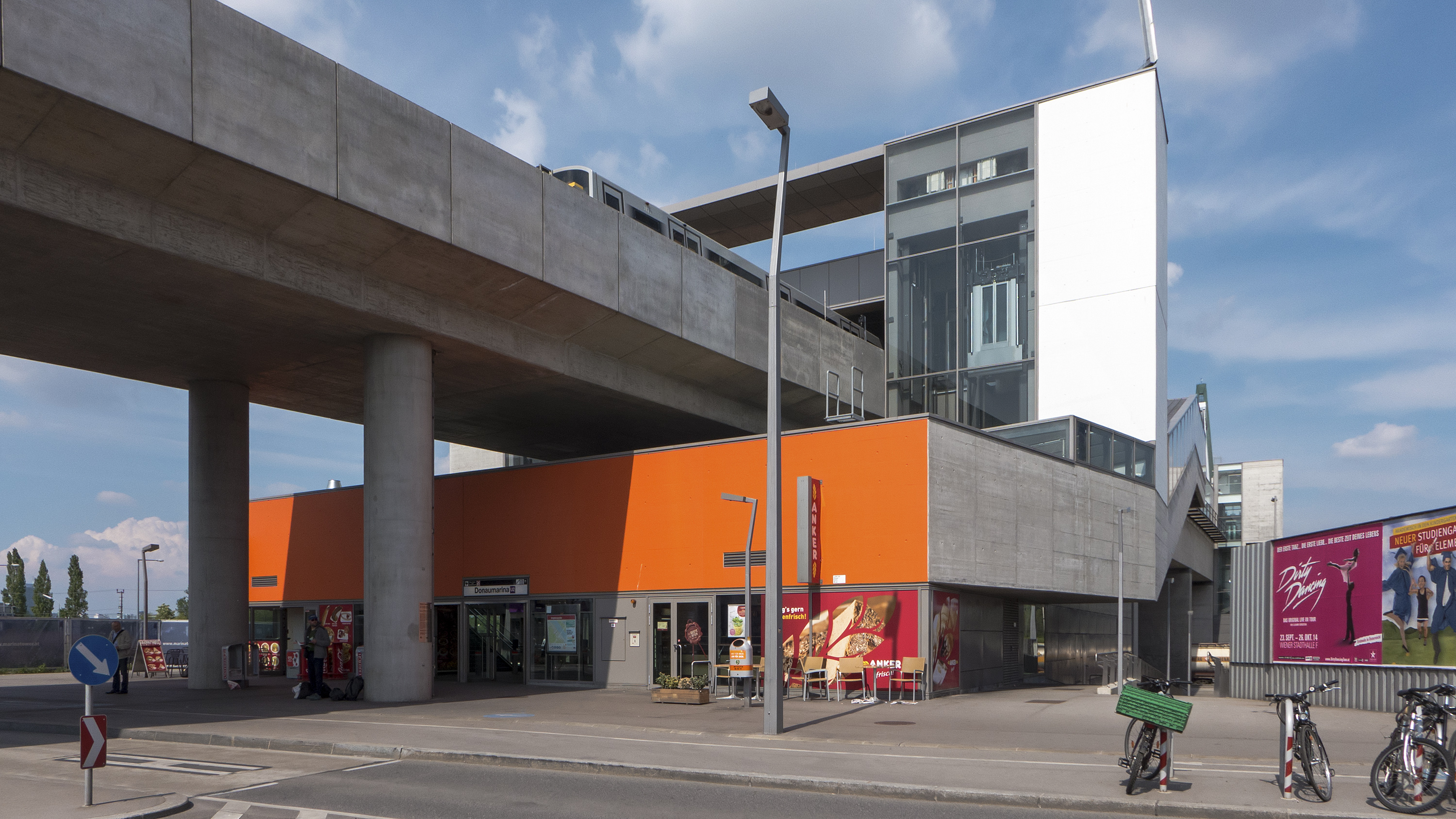
Aufnahmegebäude, Südteil
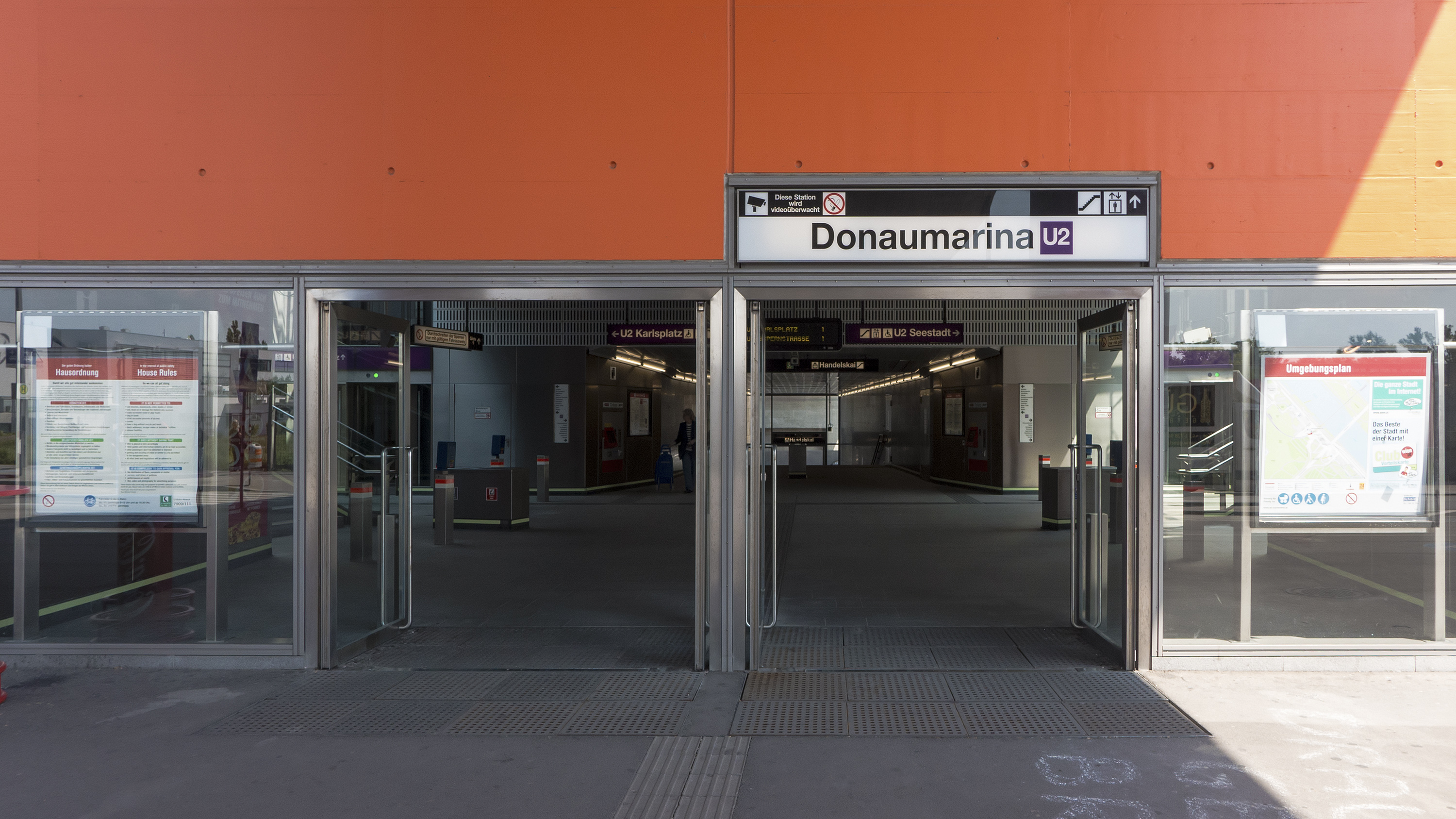
Südteil, Eingang Wehlistraße
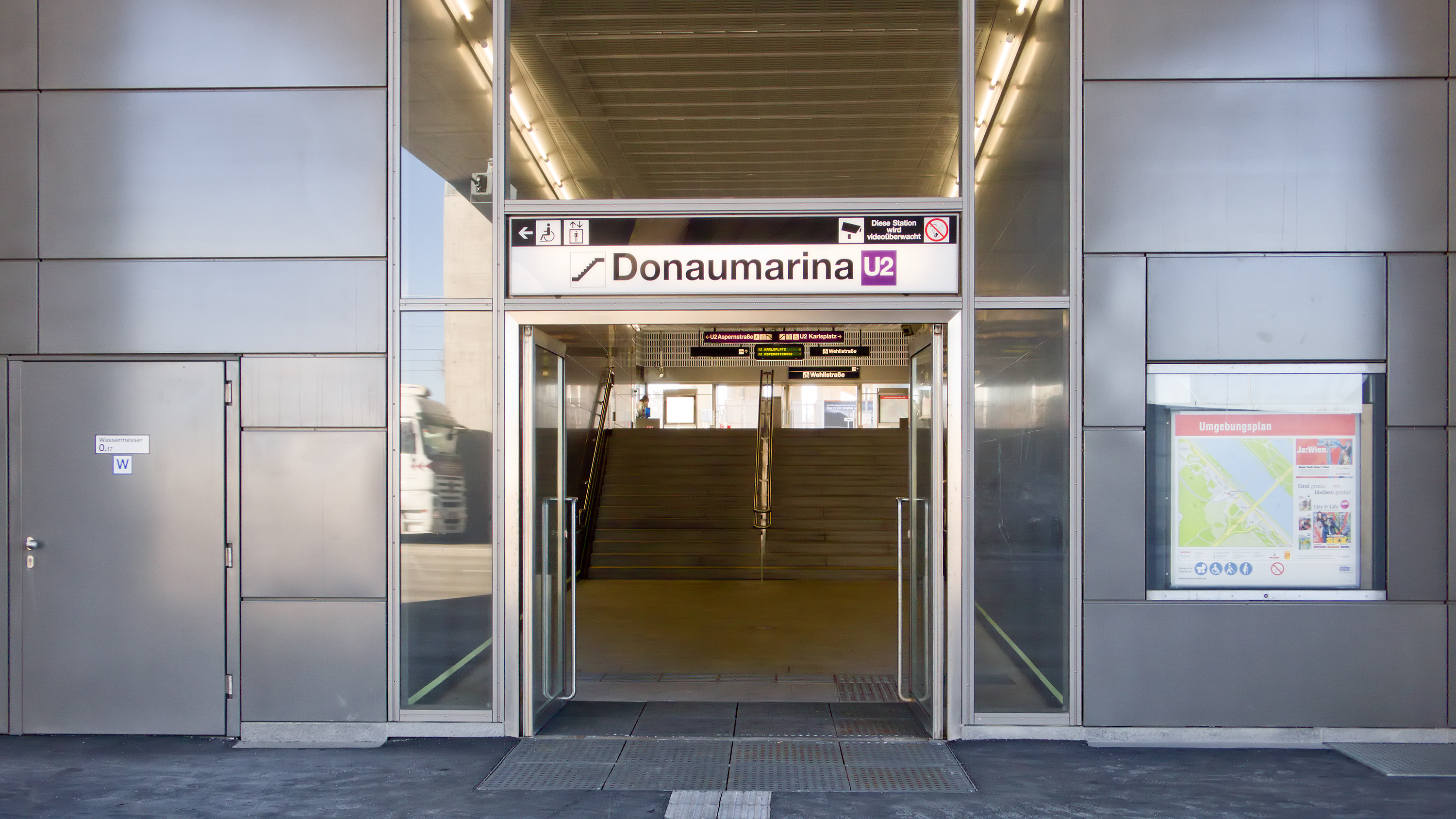
Südteil, Eingang Handelskai
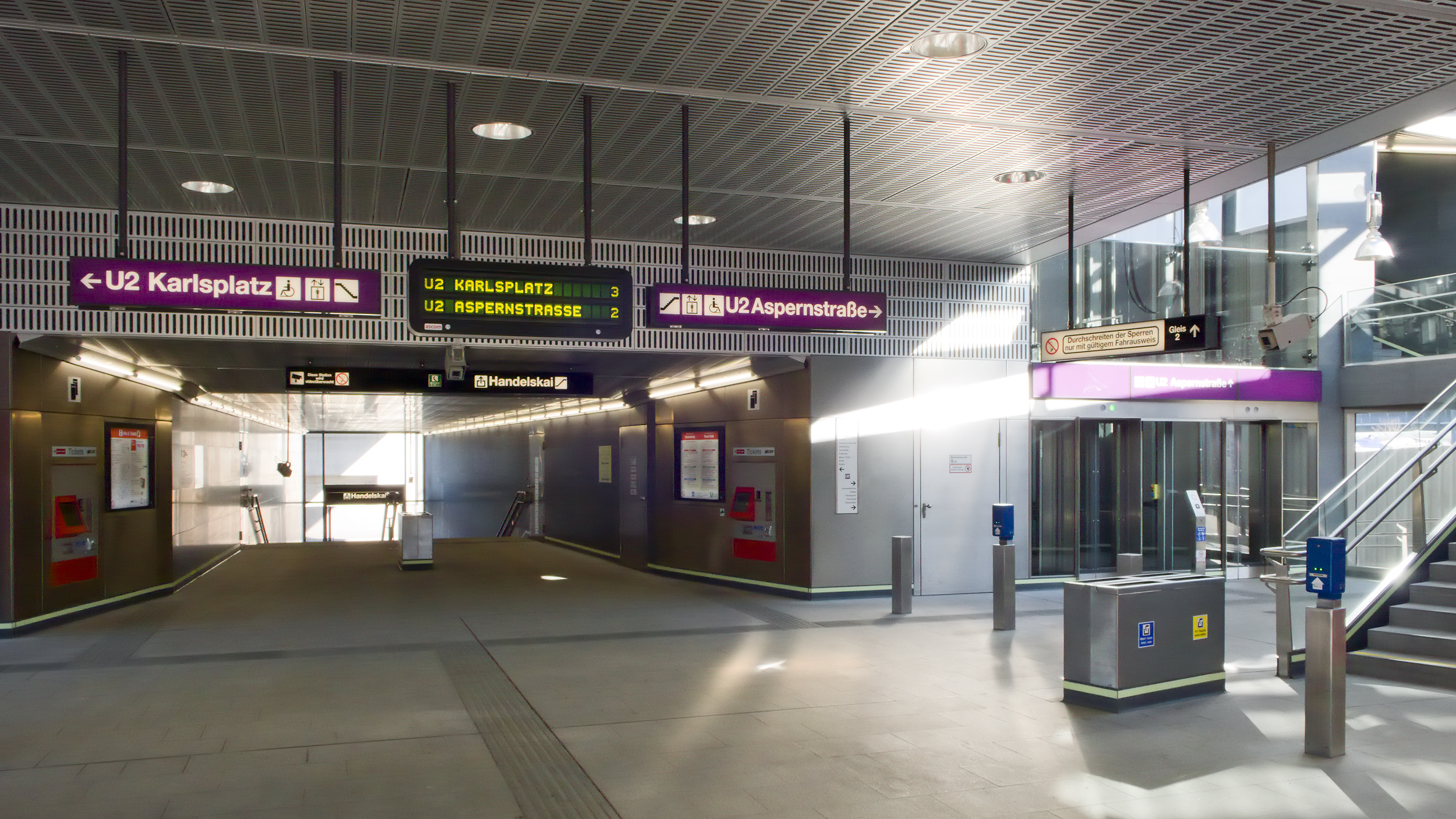
Südteil, Innenansicht
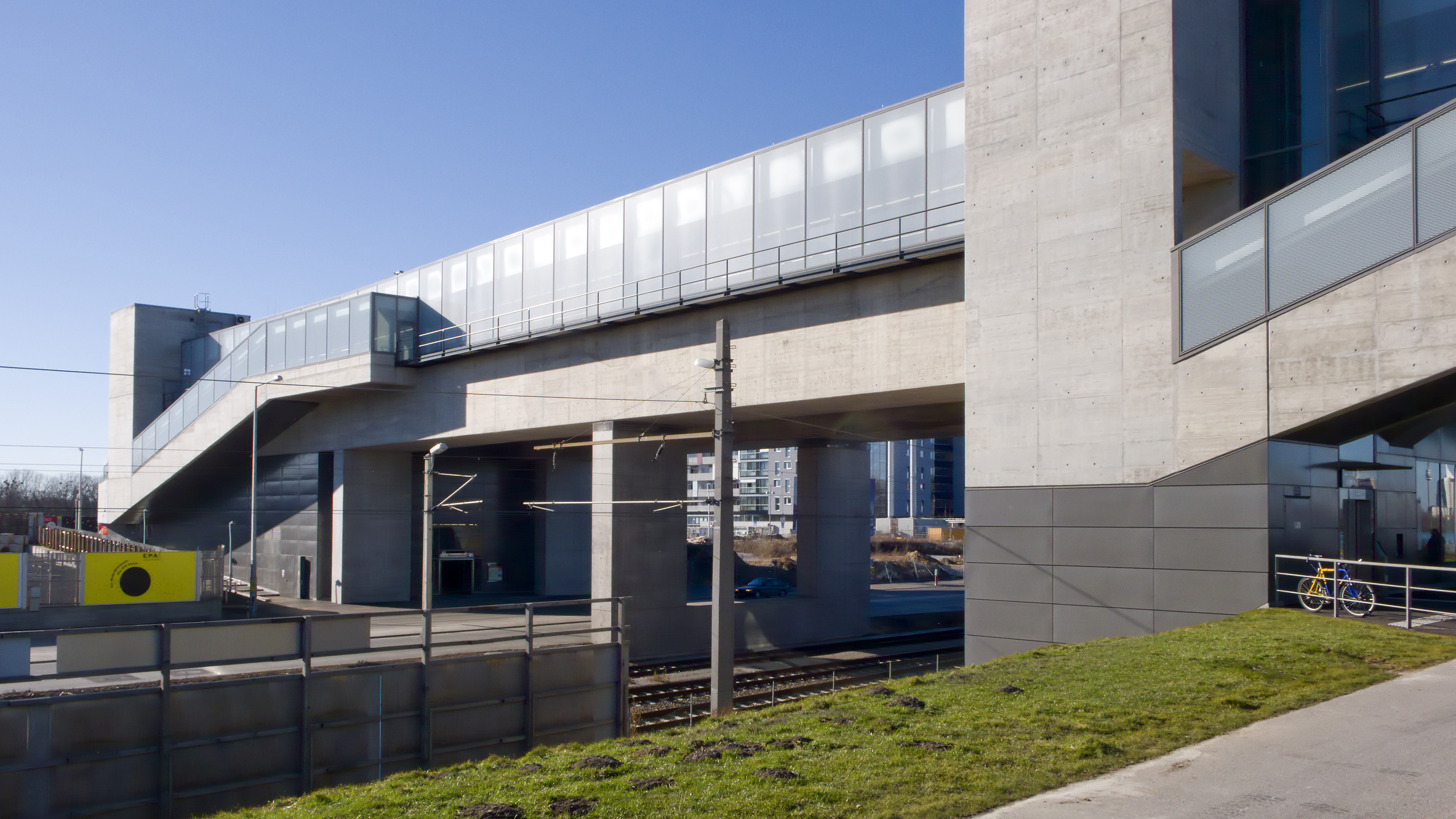
Aufnahmegebäude, Nordteil
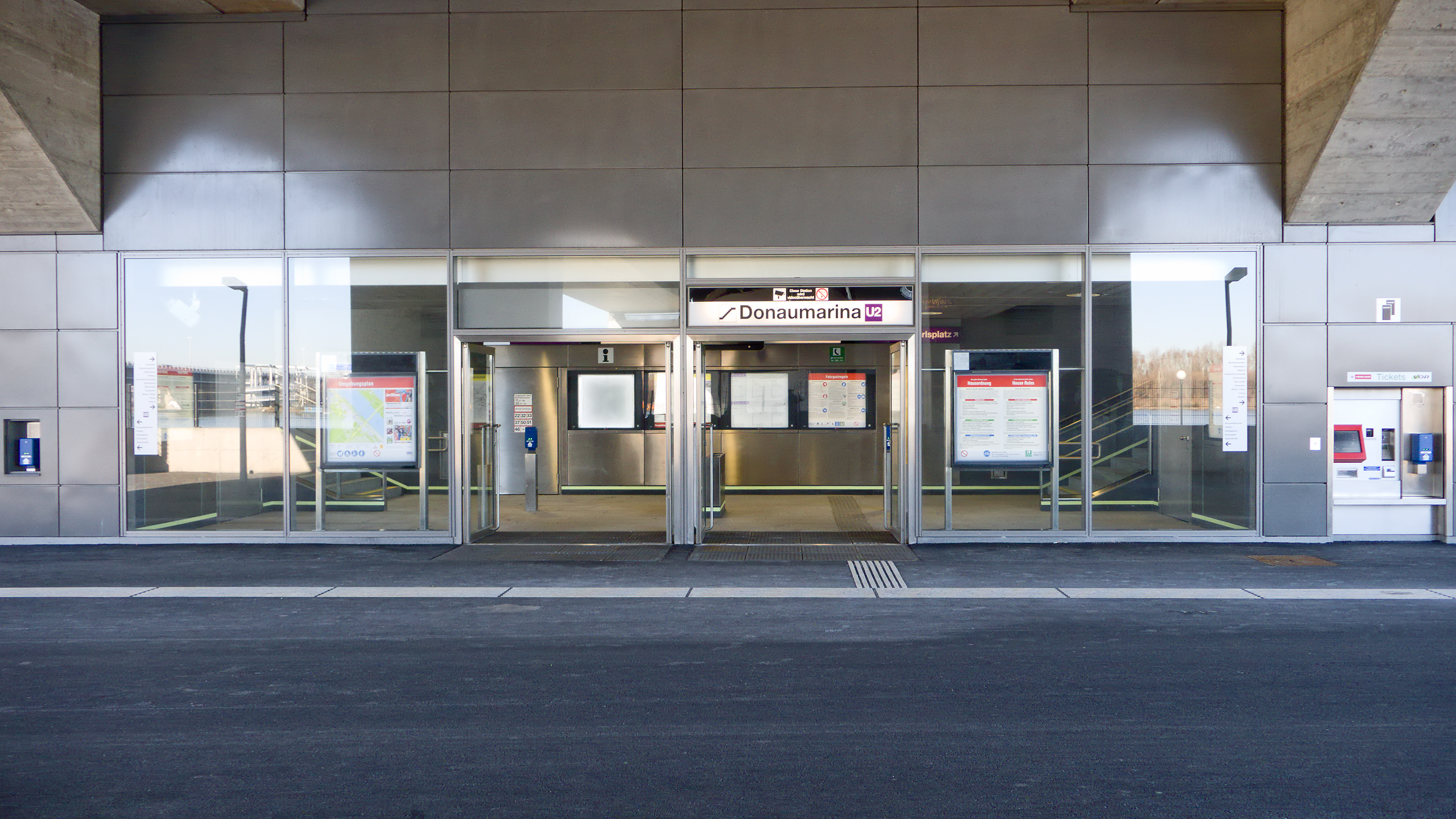
Nordteil, Eingang Donaumarina
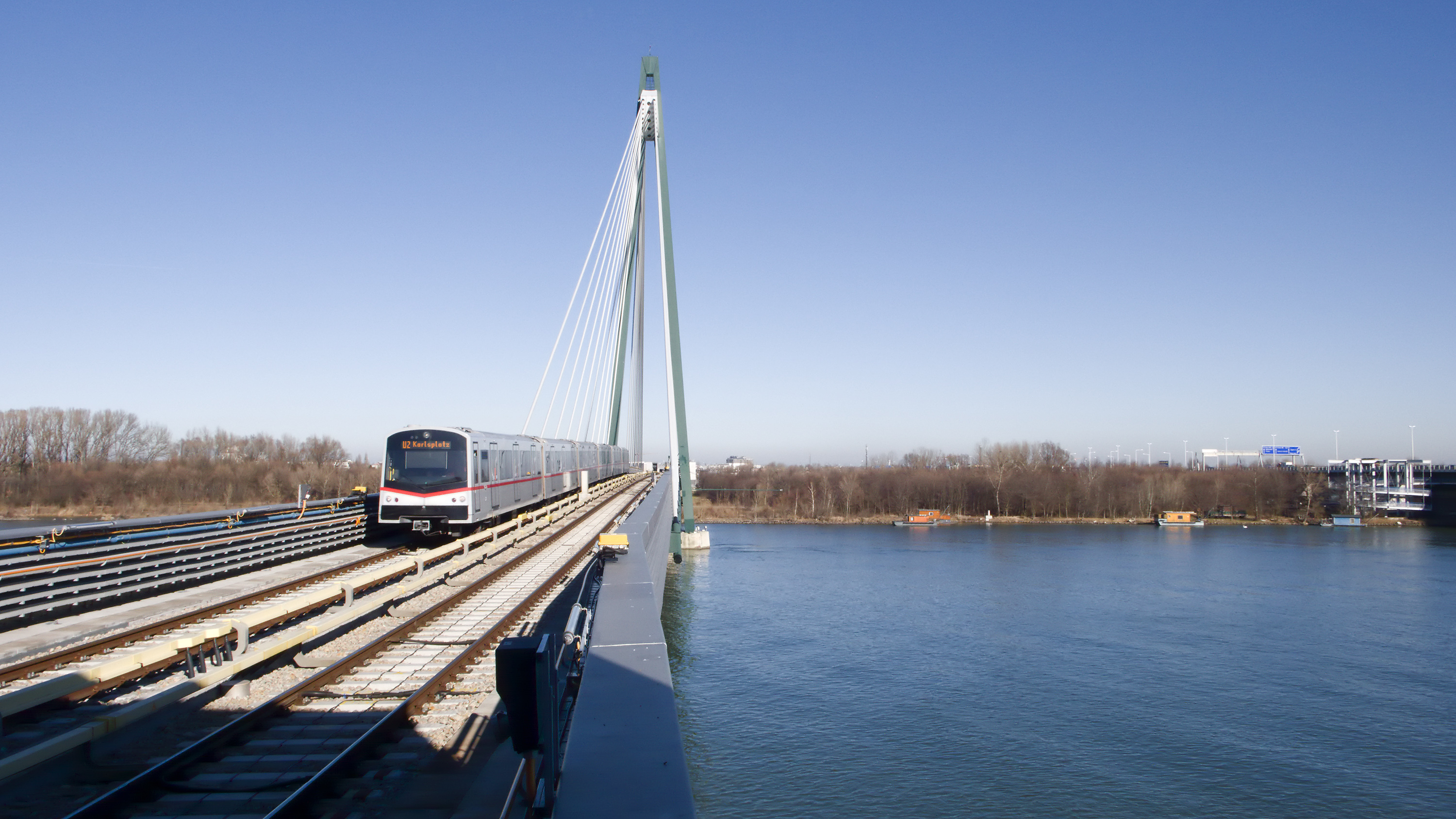
Die Donaustadtbrücke nördlich der Station
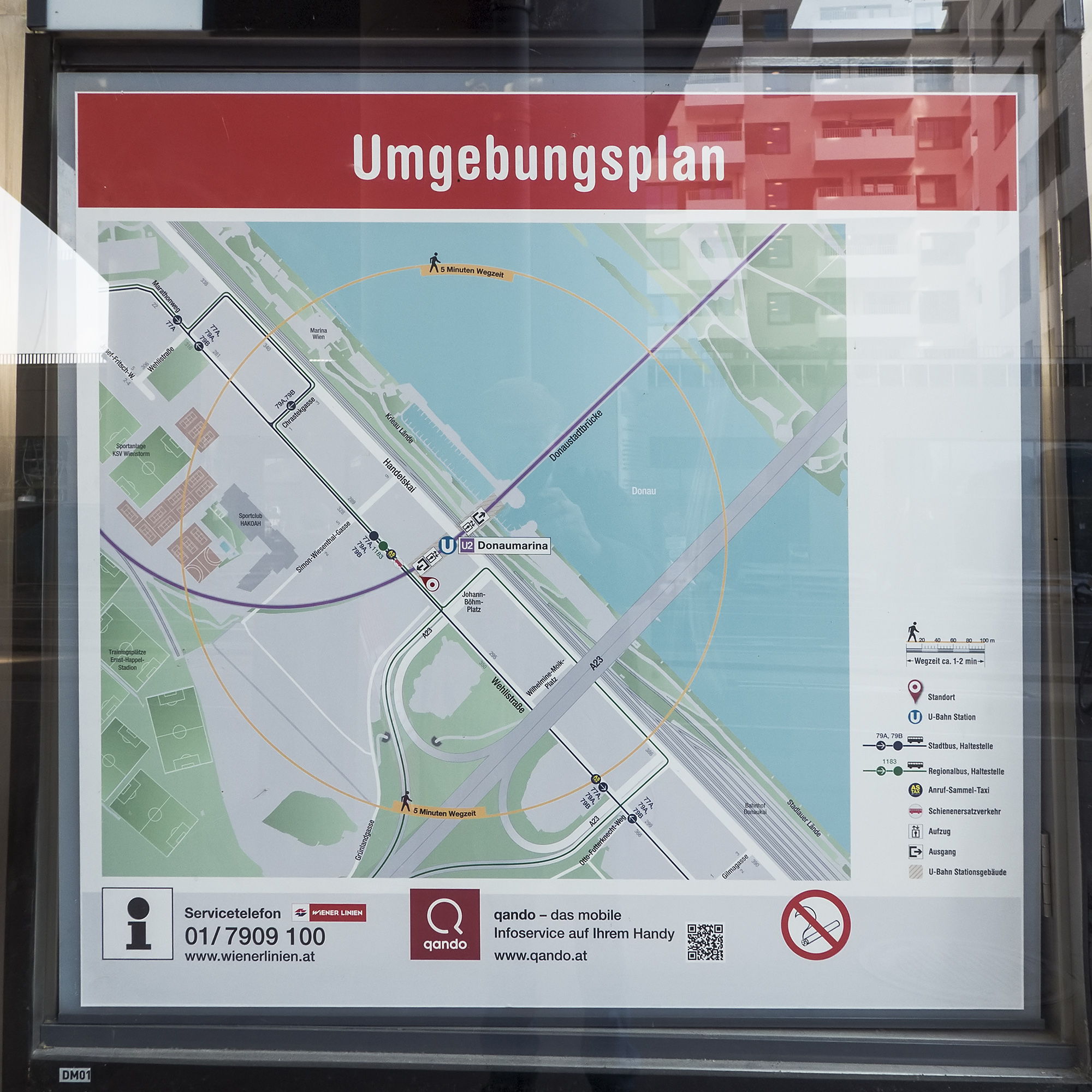
Umgebungsplan